# 德韋恩·德·羅沙里奧
德韋恩·安東尼·德·羅沙里奧（Dwayne Anthony De Rosario，1978年5月15日—），生于史卡波羅，加拿大职业足球运动员。他曾代表加拿大國青隊參加1997年世界青年足球錦標賽和1999年泛美運動會，更隨大國家隊奪得2002年美洲金盃。